# Mikulov na Moravě
Mikulov na Moravě – stacja kolejowa w Mikulovie, w kraju południowomorawskim, w Czechach przy ulicy Nádražní 968/33. Znajduje się na wysokości 205 m n.p.m.
Jest zarządzana przez Správę železnic. Na stacji znajdują się kasy biletowe, na których istnieje możliwość zakupu biletów na wszystkie pociągi w tym międzynarodowe oraz rezerwacji miejsc.

## Linie kolejowe
- 246 Břeclav - Znojmo